# Кудиненко, Андрей Анатольевич
Андрей Анатолиевич Кудине́нко (бел. Андрэй Анатолевіч Кудзіненка) (род. 20 октября 1971, Брест, БССР, СССР) — белорусский кинорежиссёр.

## Биография
Андрей Кудиненко родился 20 октября 1971 года в Бресте, БССР. Учился в Киевском политехническом институте (1988—1992). Окончил Белорусскую государственную академию искусств в 1998 году (мастерская Виктора Турова), затем аспирантуру (2001). Во время учёбы получал стипендию специального фонда Президента Республики Беларусь по поддержке талантливой молодёжи, имеющей творческие достижения. Андрей Кудиненко — один из последних учеников легенды «Беларусьфильма» Виктора Турова. После окончания Академии снимал короткометражные фильмы и рекламу.
Короткометражный фильм «Сны Валентина Виноградова» получил приз «за лучший экспериментальный фильм» на мультимедийном фестивале «MEDIAWAVE» в Венгрии, вернув из цензурного забвения творчество Валентина Виноградова.
В 2002 году Кудиненко снял свой полнометражный дебют «Битва пяти воинств», фильм о подростках увлекающихся произведениями Толкиена.
В 2001 выпустил независимый короткометражный фильм «Партизанская мистерия», в сотрудничестве с минской студией «Навигатор» (директор А. Дебалюк), ставший после третьей главой полнометражного дебюта «Оккупация. Мистерии» (2003), созданного при поддержке Хуберт Балс фонда (Нидерланды), участник и призёр многих международных кинофестивалей, среди них: Роттердамский, Московский МКФ, Иерусалимский (диплом за режиссуру), КФ в Коттбусе, МКФ в Карловых варах, Тайпее, «Lubuske lato filmowe» (Польша, первый приз), «Молодость» (Киев) и др. В 2004 году вышел фильм «Оккупация. Мистерии», фильм принимал участие в основной программе Роттердамского кинофестиваля. В самой Беларуси лента долгое время была запрещена, чиновники усмотрели «идеологически неправильный» взгляд на войну, немцев и партизан (фильм разрешён только в 2010 году).
Несколько лет после этого не снимал, пока не попал на съёмки сериала «Кадетство», а затем на «Студию Павла Лунгина». У Павла Лунгина снял фильм по мотивам одноимённого фильма Владимира Меньшова «Розыгрыш». (Фестивали: "Амурская осень" (Благовещенск), приз «за лучшую режиссуру»; Гран-при детского кинофестиваля в "Артеке";  кинофестиваль в "Орленке" – Гран-при, призы – "лучшая актриса", "лучшая музыка", "лучшая актриса второго плана"; кинофестиваль "Созвездие"(Тверь) - "Лучший актерский состав"; награда Российской киноакадемии "Золотой орел" Ирине Купченко "лучшая актриса второго плана", приз MTV Дмитрию Дюжеву - "лучший комедийный актер года", награда режиссеру от Правительства Москвы «за вклад в развитие детского и юношеского кино»(2008)
А уже в 2010 году был презентован первый белорусский мистический хоррор (или «бульба-хоррор», по мнению самого автора) «Масакра», снимался на «Беларусьфильме».
В конце 2013 года закончены съемки психоделического триллера «Hard Reboot». В фильме принимала участие российская группа Noize MC, с Иваном Алексеевым Кудиненко уже работал ранее в фильме «Розыгрыш». Были несколько закрытых показов фильма, но в широкий прокат он не вышел.
С 2014 года куратор мультимедийного проекта «ХРОНОТОПь»(Хь) - лаборатории киноантропологии (кинофестиваль "Киношок" 2015 – гран-при в программе "Омнибус" -лучший киноальманах стран СНГ за 2015 год, второй приз "Sensacyjna lato filmow"(Польша).
2017 – «Фанат» (Sonica studio, Польша) – документальный, 40 мин; 7.Кинофестиваль «Искусство факта» (г. Торунь, Польша)-вторая награда жюри.
2018 – «Валентин Виноградов, или Белорусское кино, которого нет», документальный, студия «Soniса» (Польша), 37 минут
Организатор арт-феста и кинолага «Хронотопь. Обнуление» (арт-усадьба Каптаруны, Поставский р-н, Беларусь).
Преподавал в Белорусской академии искусств .

## Фильмография

### Режиссёр
- 1996 — Шуточка (короткометражный, так же автор сценария)
- 1997 — Игра в прятки (короткометражный, так же автор сценария)
- 1998 — Сны Валентина Виноградова (короткометражный)
- 1999 — Баран (короткометражный)
- 2000 — Планета XX (короткометражный)
- 2002 — Битва пяти воинств
- 2004 — Оккупация. Мистерии (так же продюсер)
- 2006—2007 — Кадетство (коллектив режиссёров)
- 2006 — Опера-2. Хроники убойного отдела («Исповедь», серия 11)
- 2008 — Розыгрыш
- 2010 — Масакра
- 2013 — Hard Reboot (игровой, так же автор сценария)
- 2014 -17 - ХронотопЬ(куратор, режиссер, актёр)
- 2017 - "Фанат"(документальный)
- 2018 - «Валентин Виноградов, или Белорусское кино, которого нет»[8], документальный

### Роли в кино
- 1997 — Жизнь — игра (короткометражный)
- 2002 — Битва пяти воинств (мужчина в парке)
- 2010 — Масакра (эпизод)
- 2015 - "Венок" (гл роль)